# 中島公子
中島 公子（なかじま こうこ、1932年11月24日 - ）は、日本の文学研究者、フランス文学者、明治大学元教授。

## 来歴
東京府生まれ。早稲田大学大学院仏文科博士課程中退。明治大学農学部教授を務め、2003年定年。
祖父は建築家の滋賀重列。曽祖父も建築家の木子清敬。夫は仏文学者・中島昭和。長女はエッセイストの中島さおり、次女は直木賞作家の中島京子。

## 著書
- 「文芸人間学」の試み 日本近代文学考 近代文芸社 1994.10
- My lost childhood 近代文芸社 2004.4 (現代日本の短編作家シリーズ)
- お話文芸思潮 ヨーロッパ文化の源泉 青山社 2004.3

## 共編著
- スタンダードフランス語講座 8 文学鑑賞 中島昭和,鈴木康司共著 大修館書店 1972

## 翻訳
- 愛の砂漠 フランソワ・モーリャック 新庄嘉章共訳 1964 (角川文庫)
- 家庭・社会・人間をめぐる十七章 男と女、神はこれらを創った ジャック・ド・ブルボン=ビュッセ ドン・ボスコ社 1972
- 半島 ジュリアン・グラック 中島昭和共訳 新しい世界の文学 白水社 1974
- キリスト教思想 エルヴェ・ルソー 白水社 1975 (文庫クセジュ)
- 夜の三つの年齢 悪魔への信従の物語 フランソワーズ・マレ=ジョリス 白水社 1977.2
- 蝮のからみ合い モーリヤック キリスト教文学の世界2 主婦の友社 1977.11
- きずな コレット著作集 12 二見書房 1980.4
- 海への道 モーリヤック著作集 4 春秋社 1984.3
- すばらしい誕生の物語 リヨネル・ジャンドロン 中島さおり共訳 女子パウロ会 1985.11
- いのちはだれのもの? 生命倫理、進化、創造について神父と若者の対話 ジャンーマリ・モレッティ 女子パウロ会 1996.12